# Egipci reformat
L'Egipci reformat és, segons Joseph Smith, fundador del mormonisme, l'idioma original del Llibre del Mormó emprat per un poble anomenat nefita i gravat en unes planxes d'or lliurades per un àngel anomenat Moroni l'any 1827 que constitueixen la font del Llibre de Mormó.

## Controvèrsies
El Llibre de Mormó (un llibre sagrat del mormonisme publicat per primera vegada en 1830) diu que va ser escrit amb caràcters "d'egipci reformat" (Mormó 9:32) sobre "planxes de metall" (1 Nefi 19:1) per profetes messiànics israelites entre 600 aC i 421.
Alguns detractors han postulat que va ser el mateix Joseph Smith qui va escriure el denominat Llibre de Mormó.
Joseph Smith (fundador del mormonisme), va dir que l'últim d'aquests profetes ressuscitat se li va aparèixer el 21 de setembre de 1823, li va dir que les "Planxes d'or" estaven "dipositades" a prop de la seva casa, i li va manar que les traduís. Smith va publicar El Llibre de Mormó en 1830 partint d'aquesta traducció. No hi ha acord comú fora del mormonisme que El Llibre de Mormó sigui un registre antic traduït. Però els mormons creuen que El Llibre de Mormó va ser traduït d'antigues planxes d'or escrites en caràcters d'egipci reformat. El Llibre de Mormó és abundant en noms egipcis.
Els apologistes mormons contesten en general que el Llibre del Mormó fou escrit per un poble anomenat poble de Nefi que solament usava l'egipci reformat per escriure sobre planxes sagrades, segons ells és creïble a la llum dels dits en el Llibre de Mormó i la influència i desenvolupament d'escrits egipcis.
Dintre del mormonisme, els estudis d'egipci reformat en el Llibre de Mormó estan limitats a fotocòpies del text traduït i un exemple de set línies que poden ser els caràcters que Joseph Smith i els seus associats van dir que es van copiar de les planxes d'or. Alguns mormons, creuen que el sistema d'escrits pot haver existit en Mesoamèrica fora del Llibre de Mormó, i que les proves de la seva existència es descobriran algun dia, alguns argumenten que Lehi i la seva família jueva original dominaven aquest idioma conservat des dels temps en què el poble jueu estava esclau a Egipte.

## Història i classificació de l'egipci reformat
El llibre de Mormó diu que "els caràcters que entre nosaltres es diuen egipci reformat; i els hem transmès i alterat" i que "cap altre poble coneix la nostra llengua" (Mormó 9:32, 34 SUD). El llibre de Mormó també descriu aquest idioma com "la ciència dels jueus i l'idioma dels egipcis" (1 Nefi 1:2 SUD). Encara que el terme "egipci reformat" no fa referència aparent a cap altre idioma, alguns mormons han especulat que "l'egipci reformat" era l'hebreu escrit amb una adaptació dels jeroglífics egipcis, similar a l'escriptura hieràtica.
Segons Joseph Smith fill i els seus reunits, Smith va traduir a l'anglès els caràcters en egipci reformat gravats en les planxes d'or per distints mitjans, incloent l'ús d'un antic mecanisme anomenat l'Urim i Tumim, el qual, igual que les planxes, es va dir que havia tornat amb el temps a l'àngel anomenat Moroni (o en una altra versió, a Nefi), qui ho havia lliurat a Smith en un principi.

### Exemples d'egipci reformat
En l'actualitat sobreviuen tan sols dos exemples de caràcters en egipci reformat. Sols el primer és objecte d'estudi seriós.

### La transcripció i declaració de Charles Anthon

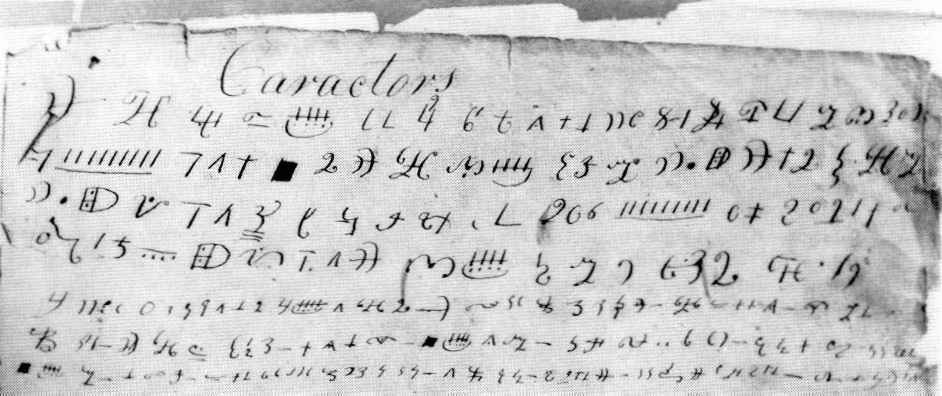
Document de Caractors o Anthon, també conegut com el Transcrit d'Anthon.

La mostra més creïble, anomenada La transcripció d'Anthon o bé el document de Caractors, propietat d'un convers anomenat David Whitmer.
David Whitmer va publicar una declaració en 1887 on deia:
| « | "tinc en el meu poder el paper original que conté els caràcters transcrits d'una de les planxes d'or, el qual Martin Harris va portar a New York, específicament al professor Anthon, un professor de llengües clàssiques de la Universitat de Colúmbia de Nova York perquè ho llegís..." | » |

Se suposa que la mostra va ser copiada per Smith a un paper corrent. Aquest fet es reprodueix en la història de Joseph Smith. La transcripció d'Anthon es troba actualment en poder de la Comunitat de Crist.
Dit professor va declarar que els caràcters corresponien efectivament a l'idioma denominat egipci reformat.

## La mostra Hofmann
Cap a 1980, Mark Hofmann (considerat falsificador) va vendre uns papers coneguts com a McLellin a diversos inversors mormons. Els papers incloïen un suposat exemplar dels caràcters de l'egipci reformat. Segons un investigador, l'exemplar sembla haver estat copiat de la Transcripció de Caractors.

## Estudis de l'egipci reformat
La major part de l'estudi de l'egipci reformat en el mormonisme s'ha fet a través de la suposada traducció anglesa del Llibre de Mormó. Tant mormons com no mormons han intentat estudiar i desxifrar la transcripció d'Anthon.

### L'estudi de Crowley
En els mesos de gener, febrer, i març de 1942 en la revista Improvement Era magazine, l'Església de Jesucrist dels Sants dels Últims Dies va publicar un estudi de la Transcripció d'Anthon.
L'autor Crowley va presentar proves que la transcripció de David Whitmer era la que va usar Martin Harris en la seva reunió amb el professor Anthon:
- Martin Harris, amb David Whitmer i Oliver Cowdery va ser un dels Tres Testimonis del Llibre de Mormó. Els tres es trobaven doncs estretament relacionats. La transcripció va passar a les mans de David Whitmer juntament amb la segona còpia del manuscrit del Llibre de Mormó."

- Després de la mort de Whitmer el 25 de gener de 1888, el manuscrit va passar a les mans de la seva família i més tard, en 1903, a la Comunitat de Crist, on encara roman.

- El president Frederick M. Smith de l'Església Reorganitzada de Jesucrist dels Sants dels Últims Dies (ara Comunitat de Crist) va citar un aclariment publicat per Burgess on deia que "el document en si és antic i de la mateixa qualitat i aspecte que el paper del manuscrit del Llibre de Mormó i de revelacions més recents, manuscrits que daten sens dubte d'abans de 1833".

- Es va arribar a fer una reproducció impresa de tres de les set línies del manuscrit en una placa d'or negra, que pel que sembla havia estat dissenyada per a ser emmarcada, i es va publicar abans de 1845 juntament amb una còpia coneguda de la placa custodiada en l'Oficina de l'Historiador de l'Església dels SUD amb la signatura de la "Sra. Hyrum Smith" i la llegenda "placa del Bastó de Joseph, 1844". La va tenir anteriorment Hyrum Smith i el seu fill, Joseph Fielding Smith, la va enviar a l'Oficina de l'Historiador el 22 de març de 1860". El fet que els caràcters de la placa de 1844 són sense cap dubte una barroera còpia dels caràcters de la Transcripció d'Anthon resulta una prova més de la genuïnitat d'aquesta transcripció.

- Crowley relacionava el caldeu, l'asiri i l'àrab amb l'egipci hieràtic i el demòtic, els caràcters de la Transcripció d'Anthon i l'informe de Martin Harris que Anthon va esmentar aquells idiomes quan va revisar la transcripció.

- Presentava 194 parells de fotografies comparant els caràcters de la Transcripció d'Anthon amb altres caràcters similars o idèntics de reconegudes obres en egipci com el Llibre dels morts i la Pedra de Rosetta.

### Traducció de Caractors de Bryant
Blair Bryant, seguidor de la Comunitat de Crist, afirma haver trobat una correlació entre el document de Caractors (d'Anthon) i la portada del Llibre de Mormó que ens porta a una plausible traducció de les 7 línies (cfr. Blair Bryant's Caractors Translation). Segons l'obra de Bryant, el document de Caractors consisteix en 216 caràcters escrits de dreta a esquerra i de dalt a baix en 7 línies. L'obra de Bryant postula:
- que les quatre línies superiors (95 caràcters) estan fetes per la mà de Mormó, i que les tres línies de la part inferior (121 caràcters) estan fetes per la mà encongida de Moroni.
- que la transcripció de Caractors consisteix en dues declaracions d'intencions que defineixen el propòsit del Llibre de Mormó i al que s'al·ludeix en Mormó 8:5 (SUD) [3]
- que dintre de la "Transcripció de Caractors" hi ha 20 caràcters nefites modificats que es basen en el significat i la forma d'altres tants caràcters egipcis coneguts.
- que el missatge del document de Caractors és molt semblant al de la portada del Llibre de Mormó i que ambdós comparteixen moltes paraules i frases.